# Leo Bürkli
Leo Bürkli, Taufname Hans Georg Leo (* 23. Mai 1854 in Rapperswil; † 31. Oktober 1936 in Bern), war ein Schweizer Ingenieur und Oberbauinspektor.

## Leben und Werk
Leo Bürkli liess sich am Eidgenössischen Polytechnikum in Zürich zum Ingenieur ausbilden. Anschliessend hielt er sich mehrere Jahre in Paris auf, wo er im Strassen- und Brückenbau beschäftigt war. 1886 trat er in das Eidgenössische Oberbauinspektorat ein und war ab 1896 Erster Adjunkt. Von 1918 bis 1927 war als er Eidgenössischer Oberbauinspektor tätig.